# Radwa
Radwa són unes muntanyes escarpades a l'Aràbia Saudita a l'oest de Medina. La seva fama deriva que la tradició fa dir al Profeta sobre elles: «Déu pot estar satisfet d'aquest lloc».